# Yungblud
Dominic Richard Harrison (1997. augusztus 5. –), művésznevén Yungblud (gyakran YUNGBLUD), angol énekes, dalszerző és színész. 2018-ban adta ki első EP-jét, a Yungblud-ot, amelyet az első stúdióalbuma, a 21st Century Liability követett. 2019-ben kiadott egy EP-t The Underrated Youth címen. 2020 telén jelent meg második stúdióalbuma, a Weird!. Két évvel később jelent meg a harmadik lemeze, Yungblud címmel.

## Korai évek
Dominic Richard Harrison 1997. augusztus 5-én született Doncasterben (South Yorkshire, Anglia). Szülei Samantha Harrison és Justin Harrison, két testvére van, Jemima és Isabella. Nagyapja, Rick Harrison az 1970-es években fellépett a T. Rex-szel. Az Arts Education School-ban tanult Londonban és szerepelt a Emmerdale és a The Lodge sorozatokban zenei karrierje megkezdése előtt. Multi-instrumentalista, játszik gitáron, zongorán, tamburán és dobol. Korai évektől ritalint (metil-fenidát) szedett, de anyja kérésére ezzel felhagytak az orvosok, mert elvette a személyiségét.

## Karrier

### 2017–2018:Yungblud
2017. április 7-én Harrison kiadta debütáló kislemezét, a King Charles-t egy videóklippel. Szeptember 15-én megjelentette az I Love You, Will You Marry Me-t, amely „komment a vállalatokon, amelyek szeretetből akarnak pénzt csinálni.” 2017. november 10-én adta ki a Tin Pan Boyt, amely a Tin Pan Alley építéséről szól. 2018 januárjában megjelentette a YUNGBLUD EP-t, amelyen szerepelt a King Charles, az I Love You, Will You Marry Me és a Tin Pan Boy.

### 2018-2019:21st Century Liabiltyés aThe Underrated Youth
2018. január 19-én kiadta a Polygraph Eyes-t, amely nők elleni szexuális erőszakról szólt. Egy PILERATS-szel készült interjúban a következőt mondta a dalról: „Jártam bulizni északon, 14 évesen egy kamu személyivel és láttam részeg lányokat elhagyni bulihelyeket egyáltalán nem részeg fiúkkal... Akkor még nem láttam, hogy ez mekkora probléma, amíg Londonba nem költöztem és más perspektívából láttam a világot.” A Harper’s Bazaar-nak pedig ezt mondta: „egy férfi szemszögéből is beszélni kell róla, hogy összetörjük ezt a szar férfias mentalitást, ami ennyire elfogadott.” Márciusban K. Flay turnéján koncertezett. Májusban bejelentette, hogy a Tin Pan Boy és a Falling Skies szerepelni fog a Netflix által készített 13 okom volt sorozat számlistáján. Július 6-án kiadta debütáló stúdióalbumát, a 21st Century Liabilityt. Augusztus 10-én kiadott egy EP-t, amely a YUNGBLUD (Unplugged) címet kapta és YUNGBLUD EP dalainak akusztikus verziói szerepeltek rajta. 2018 szeptembere és 2019 áprilisa között turnézott Arrested Youth és Carlie Hanson társaságában.

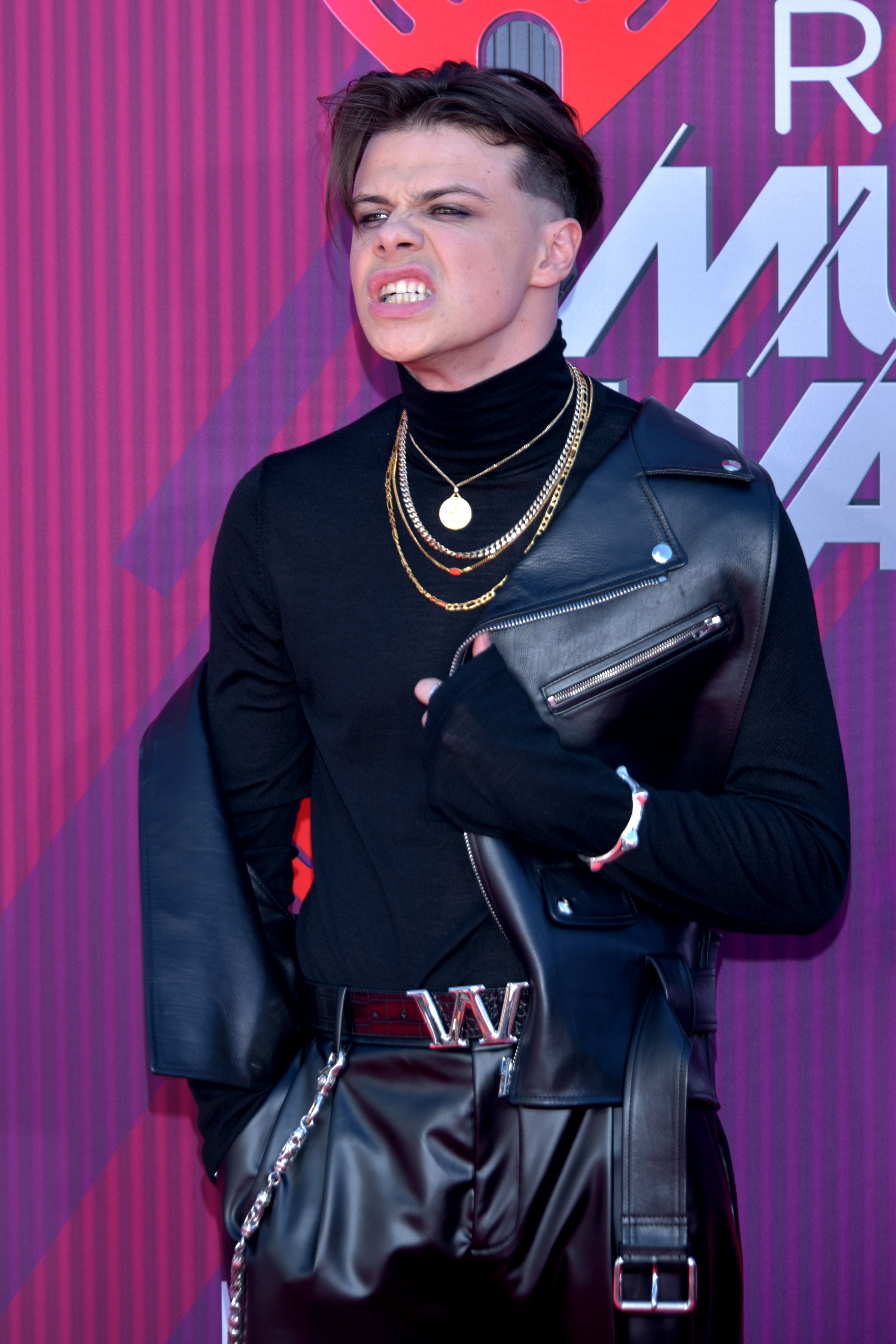
Yungblud 2019-ben, az iHeartRadio Music Awards-on

2019. január 17-én kiadta a Loner című kislemezt, amelyet Karl Michaellel, Matt Schwartz-cal és Robbie McDade-del írt. Február 14-én pedig kiadta az 11 Minutes-t Halsey és Travis Baker közreműködésével, ami „egy dal egy tökéletes tragédiáról, ami reflektálja a modern szerelmet a társadalmunkban.” A videóklip február 21-én premierelt a YouTube-on. Az első élőben felvett albumát, a YUNGBLUD (Live in Atlanta)-át március 22-én adta ki. Májusban kezdte meg a Don’t Wanna Be a Loner turnéját, amely során nagyrészt fesztiválokon lépett fel. A Parents (eredetileg: Parents Ain’t Always Right) volt az első kislemeze a The Underrated Youth EP-ről, amelyet Yungblud az „individualizmus tiszteletére” íródott „Te vagy a legjobb bírálója annak, hogy hogyan légy a legjobb önmagad. Ne fogadd el a külvilágvilág véleményét arról, hogy kinek kéne lenned, ha ez azt jelenti, hogy elveszted saját magad mindeközben.” Machine Gun Kelly I Think I’m OKAY dalán dolgozott együtt a rapperrel 2019 júniusában. 2019 júliusában jelen volt a Halálos iramban: Hobbs & Shaw premierén, a film számlistáján szerepelt egy feldolgozása Jim Croce Time in a Bottle dalából. 2019. július 29-én a BBC Radio 1-on premierelt a Hope for the underrated youth című dala az Annie Mac’s Future Sounds műsorban. Augusztusban bejelentette következő kislemeze, a Die a Little megjelenését. 2019 szeptemberében megjelent egy videóklip a Hope for the underrated youth-hoz, amelyet Andrew Sandler rendezett. Az Original me, amellyel Dan Reynolds-dzal dolgozott együtt, októberben jelent meg. A The Underrated Youth EP 2019. október 11-én jelent volna meg, de ezt Harrison eltolta és még időt kért rajongóitól, mert az „egyik dallal nem stimmelt valami.” Végül az EP október 18-án jelent meg.
2019. május 17-én Harrison bejelentette, hogy ki fog adni egy képregényt, Twisted Tales of the Ritalin Club címen. A Z2 Comics-szal működött együtt a képregényen. Ott volt a 2019-es MCM Comic Con-on, ahol egy kérdezz-feleleket csinált a rajongókkal és következő projektjeiről beszélt.
Harrison és Reynolds október 21-én bejelentette, hogy előadják az Original me-t a The Late Show with Stephen Colbert-en. 2019. október 31-én megjelent egy videóklip a Die a Little-höz, Andrew Sandler rendezésében. A megjelenés után ezt mondta: „emberek, akik nem értik min mész keresztül, megpróbálnak beavatkozni és megmagyarázni mit érzel. Ennek lehet az a vége, hogy ez nekik ugyanúgy fájdalmat okoz, mint neked. Ez a videó egy felhívás, hogy vegyük komolyan a mentális egészséget.” A dal szerepelt a 13 okom volt harmadik évadának számlistáján.
Blackbear eg Capital FM-mel készített interjúban elmondta, hogy várható egy közreműködése Yungbluddal és Marshmelloval. A Tongue Tied november 13-án jelent meg egy videóklippel, amelyben szerepelt Joey King színésznő.

### 2019-2020:Weird!
2019. december 3-án Matt Schwartz posztolt képeket magáról és Harrisonról, hogy az énekes második stúdióalbumán dolgoznak Spanyolországban. 2020. január 21-én bejelentette az Észak-Amerikai turnéját, amelynek Weird! volt a neve. A turné 2020 áprilisától májusig tartott volna. Márciusban törölte ázsiai részét, majd a Coachella eltolása után a turné többi részét is szüneteltette a COVID-19-járvány miatt. Az NME díjátadón jelölték a Legjobb brit szólóelőadó, a Legjobb videóklip az Original Me-ért, a Világ legjobb szólóelőadója és a Legjobb közreműködés (szintén az Original Me-ért) díjakra. Ezek közül a Legjobb videóklipet nyerte el. Miután a koncertjeit lemondta, kitalálta a YUNGBLUD show koncepcióját, amelynek keretein belül online adott koncerteket rajongóinak a járvány alatt. Az ötletet a Beehive LA vitelezte ki. 2020. április 22-én jelentette meg a Weird!-et, amellyel egy új érát kezdett karrierjében. Egy közleményben a következőt írta: „Az életem legfurcsább időszakáról írtam a dalt. Úgy éreztem, hogy a föld a lábam alatt egy labirintus volt, ami folyamatosan változott. Úgy éreztem, hogy bele fogok zuhanni a hasadékaiba, véleményem szerint most pont ilyen a világ. Azt akartam, hogy a dal miatt mindenki úgy érezze, hogy minden rendben lesz.” A Clash Magazine-nak pedig ezt mondta: „De... annyi minden történt. Minden furcsa volt. ’Furcsa, furcsa, furcsa’ csak ez ismétlődött a fejemben. Majdnem elvesztettem az édesanyám egy autóbalesetben. Egy kapcsolatban voltam és összetört a szívem. Nagyon gyorsan kibaszott nagyok lettünk. Egyszer csak felkelsz egy nap, elmész futni és ott van egy ember, aki követ egy kibaszott kamerával.”
2020. július 1-én megmutatta, hogy megváltoztatta a hajszínét és kiírta, hogy „see you july 7th” (angolul: találkozunk július 7-én). Hatodikán rajongók posztereket találtak városaikban pink, Suck On My Strawberry Lipstick felirattal. Nem sokkal később kirakott egy képet, amin egy Union Jack zászlót viselt és elégette a kényszerzubbonyt, amelyet a 21st Century Liability albumborítóján viselt, amivel egy új éra kezdetét jelképezte. Július 7-én bejelentett egy új kislemezt, amelynek Strawberry Lipstick volt a címe. Július 14-én megosztott két képet magáról és Jesse Jo Starkról. Július 16-án jelent meg a Strawberry Lipstick és a videóklipje. Augusztus 14-én kiadta a Lemonade-et, amelyen Denzel Curryvel együtt dolgozott és később helyet kapott a Madden NFL 21 videójáték dalai között. Szeptember 2-án megjelent az Obey, amelyen a Bring Me the Horizon együttessel közreműködött, amely nagy eséllyel szerepelni fog az együttes Post Human EP-jén. Szeptember 17-én bejelentette következő videóklipjét, a God Save Me, But Don’t Drown Me Out dalhoz és bejelentette a második stúdióalbumát, a Weird!-et. Az album december 4-én jelent meg.

### 2021-napjainkig: a harmadik stúdióalbum
A harmadik stúdióalbumon 2021. január 1-én kezdte meg a munkálatokat, 28 nappal a Weird! megjelenése után. Január 2-án South Yorkshireből posztolt a közösségi médiáin, hogy egy stúdióban dolgozik. Január 13-án elmondta egy élő adásban Instagramon, hogy az album majdnem teljesen kész.
2021. március 12-én közreműködött KSI Patience című kislemezén Polo G-vel együtt. 2021 augusztus 19-én jelent meg a Fleabag című kislemez, a videóklip augusztus 25-én jelent meg. A szám a 2021-es MTV EMA díjátadón is felcsendült. Ezen év novemberében jelentette be első kisfilmjét a Mars-t. 
2022. március 11-én jelent meg a The Funeral, a videóklip Ozzy és Sharon Osbourne közreműködésével született meg. A második kislemez a Willow-val közös Memories volt, amely május 6-án jelent meg. Az albumot május 17-én, élő adásban jelentette be miközben új tetoválása is elkészült. A Don’t Feel Like Feeling Sad Today június 29-én jelent meg. A videóklipet Londonban, rajongókkal együtt forgatták. A negyedik kislemez, a Tissues, augusztus 30-án jelent meg. A számban a The Cure Close To Me című száma is visszaköszön. A harmadik stúdióalbum végül szeptember 2-án jelent meg. 

## Zenei befolyások
Harrison sok rock, pop és hiphop előadót jelöl meg zenei befolyásokként, mint az Arctic Monkeys, Alex Turner, a The Beatles, a The Cure, Robert Smith, a Nirvana, a The Clash, a Soundgarden, a My Chemical Romance, Marilyn Manson, Lady Gaga, Lorde, Post Malone, Kanye West és Eminem.

## Aktivizmus
2018. március 24-én Yungblud ott volt a March For Our Lives felvonuláson, amelyet diákok vezettek a fegyveres erőszak ellen a Stoneman Douglas High School-ban történt lövöldözések után. Facebookon 3 percet élő adásban közvetített, majd megafonnal beszélt a felvonulókhoz.
2020. május 30-án Yungblud több napon is ott volt a George Floyd tüntetéseken Kaliforniában. Az első három napon korábbi barátnője, Halsey társaságában volt ott és az ötödik napon pedig Machine Gun Kellyvel. Szintén Halseyval volt ott a Pan Pacific Park-i tüntetésen, amit az énekesnő 26 percig élőben közvetített. Május 31-én Santa Monicában tüntettek és elsősegélyt nyújtottak olyanoknak, akiket a rendőrség gumilövedékekkel meglőtt. Yungblud méltatta az énekesnőt, hogy mennyire „önzetlen, bátor és rettenthetetlen,” amit Halsey viszonzott és megköszönte, hogy „berohant a tüntetők és a rendőrség közé, hogy sérülteket biztonságba vigye a lövöldözések elől, anélkül hogy kétszer átgondolta volna.” 2020. június 2-án szintén utcára vonultak tüntetni, de nem mondták el hova. Később kiderült, hogy egy Los Angeles-i tüntetésen vettek részt. Június 3-án Machine Gun Kellyvel és Mod Sunnal tüntetett Los Angelesben.

## Magánélete
Harrisont fiatalon ADHD-val diagnosztizálták, ami nehézkes tanulóévekhez vezetett. Sokáig ritalint szedett betegségeire. Iskolájában egyszer felfüggesztették, miután „holdozta” matektanárát.
2019-ben kapcsolatban volt Halsey, amerikai énekesnővel., akivel többször is felléptek közösen.
2020 februárjában egy Evening Standarddal készült interjúban elmondta, hogy kétszer is megpróbált öngyilkos lenni karrierje során.
2020 decemberében mondta el egy Attitude-del készült interjúban, hogy az LMBT közösség tagja, pánszexuális és poliamorista.
Most már valószínűleg azt mondanám, poliamorista vagyok. [...] Nem tetszett az ötlet [hogy besorolja magát bárhova]. A szexualitásom az enyém és büszke vagyok rá. De, ahogy mondtam, igen valószínűleg az vagyok [az LMBT közösség tagja], mert igazából nem tudom, mindenkit szeretek, mindenkihez vonzódok.

## Diszkográfia
| Cím                        | Dátum               | Típus           | Slágerlisták | Slágerlisták | Slágerlisták | Minősítés       |
| Cím                        | Dátum               | Típus           | UK           | AUS          | US           | Minősítés       |
| -------------------------- | ------------------- | --------------- | ------------ | ------------ | ------------ | --------------- |
| YUNGBLUD                   | 2018. január 19.    | EP              | —            | —            | —            | —               |
| 21st Century Liability     | 2018. július 6.     | stúdióalbum     | —            | 97           | —            | BPI: ezüstlemez |
| YUNGBLUD (Unplugged)       | 2018. augusztus 10. | EP              | —            | —            | —            | —               |
| YUNGBLUD (Live in Atlanta) | 2019. március 21.   | koncertfelvétel | —            | —            | —            | —               |
| the underrated youth       | 2019. október 18.   | EP              | 6            | 17           | 187          | —               |
| Weird!                     | 2020. december 4.   | stúdióalbum     | 1            | 6            | 75           | —               |
| YUNGBLUD                   | 2022. szeptember 2. | stúdióalbum     | 1            |              |              |                 |

## Filmográfia
| Év   | Cím       | Szerep | Megjegyzés |
| ---- | --------- | ------ | ---------- |
| 2015 | Emmerdale | Matt   | 1 epizód   |
| 2016 | The Lodge | Óz     | 6 epizód   |

## Díjak
| Év   | Díjátadó                | Díj                     | Jelölt/Jelölt munka             | For.   |
| ---- | ----------------------- | ----------------------- | ------------------------------- | ------ |
| 2019 | NME Awards              | Best Music Video        | original me (Dan Reynolds-dzal) | [ 73 ] |
| 2020 | MTV PUSH: Ones to Watch | MTV PUSH: Ones to Watch | Yungblud                        | [ 74 ] |
| 2020 | MTV Europe              | Best Push Act           | Yungblud                        |        |
| 2020 | Attitude Awards         | Gamechanger             | Yungblud                        | [ 75 ] |
| 2021 | MTV EMA                 | Best Alternative        | Yungblud                        |        |
| 2022 | Amazon Music Awards     | Best Live Act           | Yungblud                        |        |